# Volšovy (zámek)
Volšovy jsou tvrz přestavěná na zámek ve stejnojmenné vesnici u Sušice v okrese Klatovy. Zámecký areál je od roku 1964 chráněn jako kulturní památka.

## Historie
Volšovy patřily do roku 1543 břevnovskému klášteru, od kterého je koupil Břetislav Švihovský z Rýzmberka. Po něm je získal Adam Koc z Dobrše, po kterém vesnici roku 1582 zdědil jeho syn Dětleb Koc. Již ve druhé polovině šestnáctého století ve vsi stála renesanční tvrz, přestože první písemná zmínka o ní pochází až ze sedmnáctého století.
Koncem třicetileté války vesnici vlastnil zadlužený Matouš Voprcha z Feldenštejna, od kterého ji v roce 1646 koupila Markéta Kocová z Lub. Panství tvořené vsí Volšovy s tvrzí, dvorem a pivovarem a vesnicemi Dolní Staňkov, Částkovy a Chlum věnovala svému synovi Janu Dětlebovi Kocovi. Další zmínka o tvrzi je až z roku 1686, kdy ji Anna Terezie Kocová, rozená z Račína, prodala Arnoštu Vojtěchovi Račínovi z Račína. Po něm tvrz zdědila jeho sestra hraběnka Apolena Lidmila Althanová a roku 1696 panství prodala Johaně Evě z Kadova, rozené Kocové z Dobrše.
Od roku 1769 Volšovy patřily hraběti Janu Kryštofovi Dohalskému a pravděpodobně za něj byla v poslední třetině osmnáctého století stará tvrz přestavěna na barokní zámek, který získal hrabě František Josef Desfours a roku 1804 jej prodal Vincenci Rennovi. Na počátku dvacátého století zámek patřil manželům Ferdinandovi a Josefíně Chotkovým, kteří jej roku 1908 prodali českobudějovické kongregaci Nejsvětější Svátosti. Té patřil až do roku 1950, kdy byl znárodněn, a stal se majetkem státního statku.

## Stavební podoba
Zámek je nezdobená jednopatrová budova. Ze starších stavebních fází se dochoval vstupní portál a klenby přízemních místností. Ostatní ozdobné prvky fasád zanikly během úprav v devatenáctém století (v interiéru doloženy letopočtem 1886 nad vchodem) a po roce 1950.
K památkově chráněnému areálu patří zámek s kaplí přestavěnou po roce 1880, sýpka (čp. 40), bývalé čelečníky (čp. 39), chlévy se stodolou, ohradní zeď a přilehlý park. Na dvoře roste památný strom Volšovská lípa s obvodem kmene 679 centimetrů a výškou 21 metrů.